# Althepus dongnaiensis
Espèce
Althepus dongnaiensis est une espèce d'araignées aranéomorphes de la famille des Psilodercidae.

## Distribution
Cette espèce est endémique de la province de Đồng Nai au Viêt Nam,. Elle se rencontre dans le parc national de Cat Tien.

## Description
Le mâle holotype mesure 3,68 mm et la femelle paratype 3,84 mm.

## Étymologie
Son nom d'espèce, composé de dongnai et du suffixe latin -ensis, « qui vit dans, qui habite », lui a été donné en référence au lieu de sa découverte, la province de Đồng Nai.

## Publication originale
- Li, Liu, Wongprom & Li, 2018 : Sixteen new species of the spider genus Althepus Thorell, 1898 (Araneae: Ochyroceratidae) from Southeast Asia. Zootaxa, no 4471(3), p. 401-445.